# Sonnenscheinautograph

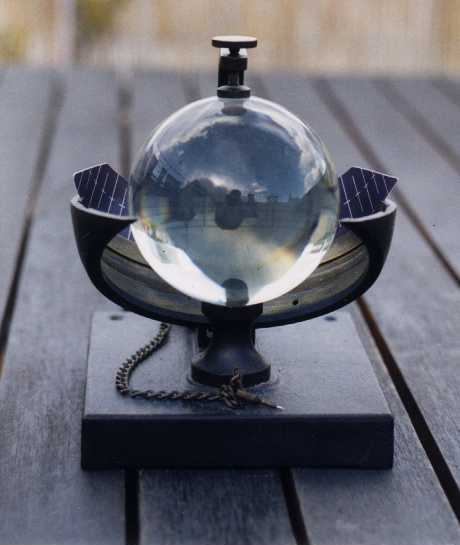
Sonnenscheinautograph nach Campbell Stokes (Durchmesser der Glaskugel = 100 mm)
drei verschiedene Messstreifen:
zwischen zwei Schlitzen ist der Streifen für den Winter eingeschoben (die dabei angenommene Form: Abschnitt eines Kegelstumpfs)

Sonnenscheinautograph, auch Heliograph genannt, ist ein einfaches Messgerät zur Bestimmung der Sonnenscheindauer eines Tages.

## Funktionsweise

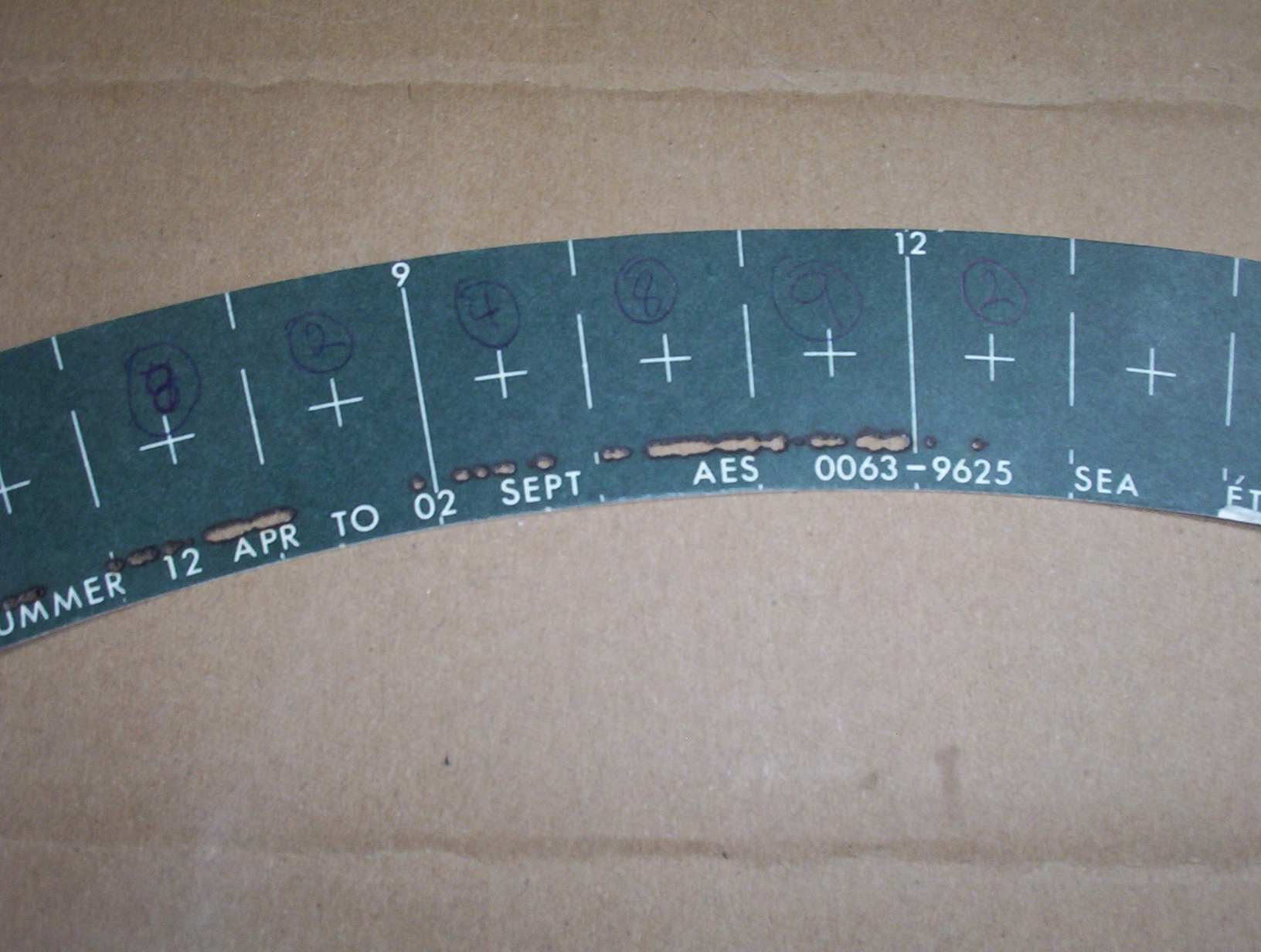
Messstreifen für den Sommer mit eingebrannten Löchern und Schlitzen

Das Sonnenlicht wird mit einer Glaskugel auf gleiche Weise wie bei einer Schusterkugel in einem Brennfleck konzentriert. Die konzentrierte Hitze des Sonnenlichts brennt in einen dort angebrachten Papierstreifen ein Loch hinein. Die am Himmel langsam wandernde Sonne verlängert das Loch zu einem Schlitz, aus dessen Länge und Stelle auf dem Papier die Sonnenscheindauer und die zugehörende Tageszeit abgelesen werden können. Unterbrechungen im gebrannten Schlitz zeigen momentane Bewölkungen an. Zur Bestimmung der Tagessonnenscheindauer werden die Längen der Schlitze addiert.
Im Unterschied zum Brennglas ist der von einer Glaskugel erzeugte Brennfleck weniger scharf ausgebildet. Das Sonnenlicht wird mit der Kugel in einer ausgedehnteren, räumlichen  Fläche (Kaustik) gesammelt. Diese Kaustik ist aber unabhängig von der Einfallsrichtung des Sonnenlichtes stets gleich, während ein linsenförmiges Brennglas nur innerhalb eines begrenzten Einfallswinkels funktioniert und über die von Osten bis Westen wandernde Einfallsrichtung des Sonnenlichtes nachgeführt werden müsste.
Die Tagesbahn der Sonne ist auf der Himmelskugel Teil eines Kreises, eines Großkreises an den Tag- und Nachtgleichen und eines Kleinkreises an allen anderen Tagen im Jahr. Ihr von der Glaskugel erzeugtes Bild  ist die Bahn des  Brennflecks, die auf dem  Gegenstück des Himmels (bzw. auf seinem Bild), einer Hohlkugel aufgefangen wird. Da eine Kugelfläche nicht mit ebenem Papier nachgebildet werden kann, wird die Auffangfläche mit drei aus ebenem Papier gebogenen Streifen angenähert.
Der Streifen für die Messungen über die Tag- und Nachtgleichen (Sonnendeklination δ = 0°) hinweg von δ = −8° bis δ = +8° ist gerade zugeschnitten und zu einer zylindrischen Fläche gebogen. Im Sommer  wird im Bereich δ = +8° bis +23,5° bis +8° auf einem kreisförmig zugeschnittenen Papierstreifen (s. unteres Bild) gemessen, der zu einer kegeligen Fläche (Kegelstumpf) gebogen ist. Der Streifen für den Winter  (δ = −8° bis −23,5° bis −8°) ist gleich wie der für den Sommer. Er wird nur oben-unten-verkehrt im Sonnenscheinautograph angebracht (da die Tage im Winter kürzer sind, stehen seine Enden über; s. oberes Bild).
Der Heliograph ist nicht zu verwechseln mit dem von dem französischen Physiker Claude Servais Mathias Pouillet entwickelten Pyrheliometer, früher auch Pyroheliometer genannt, wörtlich: Sonnenfeuermessgerät. Es ist ein höher auflösendes Messgerät für z. B. die Bestrahlungsstärke der Sonne, während der Sonnenscheinautograph  lediglich eine Ja/Nein-Aussage liefert (Sonnenschein/Bewölkung).